# Oldenburg (Schiff, 1936)
Die Oldenburg (Schiff 35; TSK 5) war ein deutsches Frachtschiff, das im Zweiten Weltkrieg von der Kriegsmarine requiriert und als U-Boot-Falle eingesetzt wurde.  Das Schiff wurde am 14. April 1940 von einem britischen U-Boot versenkt.

## Bau und Technische Daten
Die Oldenburg (IMO 5608367) wurde am 26. Juni 1936 bei der Deutschen Werft in Hamburg mit der Baunummer 178 für die Oldenburg-Portugiesische Dampfschiffs-Rhederei auf Kiel gelegt und lief dort am 4. September 1936 vom Stapel.  Das Schiff war 93,88 m lang und 14,00 m breit und hatte 5,50 m Tiefgang.  Es war mit 2312 BRT bzw. 1223 NRT vermessen und verdrängte 3233 Tonnen.  Die Maschinenanlage (zwei Kessel, eine Dreifachexpansions-Verbunddampfmaschine mit Turbine, eine Schraube) leistete 1600 PS und ermöglichte eine Geschwindigkeit von 12,5 Knoten.  Die Besatzung bestand aus 23 Mann.

## Kriegsmarine
Das Schiff wurde bei Kriegsbeginn von der Kriegsmarine beschlagnahmt, als U-Boot-Falle (TSK 5) ausgerüstet und mit der Bezeichnung Schiff 35 der 6. Vorpostengruppe zugeteilt, die in der Nordsee Sicherungsdienst versah. Mit der Indienststellung im September 1939 übernahm Kapitänleutnant z. V. Egon von Werner das Schiff.
Am Abend des 14. April 1940 um etwa 21.00 Uhr wurde Schiff 35 von dem britischen U-Boot Sunfish im Skagerrak zwischen Skagen (Dänemark) und Marstrand (Schweden) angegriffen und von zwei Torpedos getroffen. Das Schiff sank innerhalb von nur drei Minuten bei 57° 42′ N, 10° 54′ O. 45 Mann der 110 Mann starken Besatzung kamen dabei ums Leben.  Die deutschen U-Jagd-Boote UJ-112, UJ-114, UJ-116 und UJ-176 nahmen die Überlebenden etwa eine Stunde später auf und brachten sie nach Frederikshavn.